# Ulrich von Brockdorff-Rantzau
Ulrich von Brockdorff-Rantzau (ur. 29 maja 1869 w Szlezwiku, zm. 8 września 1928 w Berlinie) – niemiecki dyplomata, pierwszy minister spraw zagranicznych Republiki Weimarskiej i niemiecki ambasador w ZSRR.

## Kariera
W latach 1891 i 1893 służył w armii pruskiej. Odszedł jako podporucznik z powodu uszczerbku na zdrowiu. Następnie wstąpił do służby dyplomatycznej w Auswärtiges Amt. W latach 1897–1901 był sekretarzem ambasady w Petersburgu. W 1901 roku przeniósł się do Wiednia. Od 1909 do 1912 roku został dołączony do konsula generalnego w Budapeszcie. W 1912 r. został ambasadorem w Danii. Jako ambasador starał się zapewnić wymianę niemieckiego węgla na duńską żywność. Wszedł w bliskie kontakty z duńskimi, niemieckimi związkami zawodowymi. Poznał także przyszłego prezydenta Niemiec Friedricha Eberta. W 1917 roku po rezygnacji Arthura Zimmermanna zaproponowano mu stanowisko ministra spraw zagranicznych, odmówił jednak przyjęcia nominacji na to stanowisko. 
W grudniu 1918 roku, przyjął to stanowisko w rządzie Philippa Scheidemanna stawiając pięć warunków. Friedrich Ebert z SPD i Hugo Haase z USPD zgodzili się na spełnienie czterech z nich i Brockdorff-Rantzau otrzymał powołanie na stanowisko 2 stycznia 1919. 
Został niezależnym ministrem spraw zagranicznych. Urząd sprawował do 20 czerwca 1919, ustąpił na znak protestu przeciw przedstawionym przez Ententę warunkom traktatu wersalskiego, które określił jako dyktat.